# هنري دبليو. دوايت
هنري دبليو. دوايت (بالإنجليزية: Henry W. Dwight)‏ هو محامي وسياسي أمريكي، ولد في 26 فبراير 1788 في الولايات المتحدة، وتوفي في 21 فبراير 1845 في نيويورك في الولايات المتحدة. حزبياً، نشط في الحزب الفيدرالي الأمريكي. وقد انتخب عضو مجلس النواب الأمريكي.